# Milopótamos
Milopótamos (griego: Μυλοπόταμος) es un municipio de la República Helénica perteneciente a la unidad periférica de Rétino de la periferia de Creta.
El municipio se formó en 2011 mediante la fusión de los antiguos municipios de Geropótamos, Kouloúkonas y Zonianá, que pasaron a ser unidades municipales. La capital municipal es el pueblo de Pérama en la unidad municipal de Geropótamos. El municipio tiene un área de 360,7 km².
En 2011 el municipio tiene 14 363 habitantes.
Se ubica en la costa septentrional de la isla de Creta, a medio camino entre Rétino y Heraclión.